# Down 'n' Outz
Down 'n' Outz es una banda inglesa con miembros de Def Leppard, The Quireboys y Raw Glory. El grupo interpreta canciones de bandas y artistas relacionados con Mott the Hoople, incluidos Mott, British Lions e Ian Hunter. Su álbum debut, My ReGeneration, fue lanzado en 2010, y fue seguido por un lanzamiento en DVD del show de la banda en Hammersmith Odeon. El segundo álbum de estudio de la banda, The Further Adventures Of ... fue lanzado en abril de 2014. El tercer álbum de estudio de la banda, This Is How We Roll fue lanzado en octubre de 2019.